# Кріс Ван Голлен
Крістофер «Кріс» Ван Голлен-молодший (англ. Christopher «Chris» Van Hollen, Jr.; нар. 10 січня 1959, Карачі, Пакистан) — американський політик-демократ, член Палати представників США від 8-го округу штату Меріленд з 2003 по 2017, сенатор США з 2017.

## Біографія
Він є сином двох співробітників Державного департаменту (його батько був дипломатом, а мати — співробітником ЦРУ), народився у Пакистані та провів своє дитинство в різних країнах, включаючи Туреччину і Шрі-Ланку, де його батько був послом у 70-ті роки).
У 1985 році він закінчив Гарвардський університет, а у 1990 отримав ступінь доктора права у Джорджтаунському університеті.
Ван Голлен працював помічником сенатора Чарльза Матіаса з 1985 по 1987 рік, він був також співробітником Комітету Сенату США у закордонних справах (1987–1989) і радником губернатора Мериленду Вільяма Дональда Шефера (1989–1991).
Після короткої кар'єри адвоката, він входив до Палати делегатів (1990–1994) і Сенату (1994–2002) Мериленду.
Одружений, має трьох дітей. Живе у Кенсінгтоні, штат Мериленд.

## Позиція щодо Північного потоку-2
У січні 2022 проголосував проти проєкту санкцій для газогону «Північний потік-2» як засобу запобігання російському вторгненню в Україну.